# George Büchi
Pour les articles homonymes, voir Büchi.
George Hermann Büchi (1er août 1921 - 28 août 1998) est un chimiste organique suisse et professeur au Massachusetts Institute of Technology. La « réaction de Paternò », connue depuis le début du XXe siècle, est rebaptisée «Réaction de Paternò-Büchi » sur la base des améliorations apportées par le groupe de recherche de Büchi.
Büchi est décédé à l'âge de 77 ans d'une insuffisance cardiaque lors d'une randonnée avec sa femme en Suisse,.